# Креспен (Нор)
Креспе́н (фр. Crespin) — коммуна во Франции, регион О-де-Франс, департамент Нор, округ Валансьен, кантон Марли. Расположена в 13 км к северо-востоку от Валансьена на границе с Бельгией. Через территорию коммуны проходит автомагистраль А2.
Население (2017) — 4 532 человек.

## История
Деревня Креспен была основана в 648 году Святым Ландленом, получившим эти земли в дар от короля Дагоберта I для основания аббатства Креспен.

## Достопримечательности
- Здание мэрии
- Церковь Святого Мартина
- Отдельные здания бывшего бенедиктинского аббатства

## Экономика
Структура занятости населения:
- сельское хозяйство — 0,2 %
- промышленность — 68,3 %
- строительство — 1,4 %
- торговля, транспорт и сфера услуг — 21,1 %
- государственные и муниципальные службы — 9,0 %

Уровень безработицы (2017) — 22,6 % (Франция в целом — 13,4 %, департамент Нор — 17,6 %). 

Среднегодовой доход на 1 человека, евро (2017) — 16 840 (Франция в целом — 21 110, департамент Нор — 19 490).

## Демография
Динамика численности населения, чел.

## Администрация
Пост мэра Креспена с 2008 года занимает член партии Республиканцы Ален Де (Alain Dée). На муниципальных выборах 2020 года возглавляемый им правый список победил в 1-м туре, получив 50,18 % голосов .
| Период | Период | Фамилия      | Партия                                   | Примечания |
| ------ | ------ | ------------ | ---------------------------------------- | ---------- |
| 1959   | 1979   | Виктор Дюбуа |                                          |            |
| 1979   | 1993   | Жан Буле     |                                          |            |
| 1993   | 2001   | Эрве Леконт  | Социалистическая партия                  |            |
| 2001   | 2008   | Рене Фламкур | Разные правые, Союз за народное движение |            |
| 2008   |        | Ален Де      | Союз за народное движение, Республиканцы |            |

## Галерея

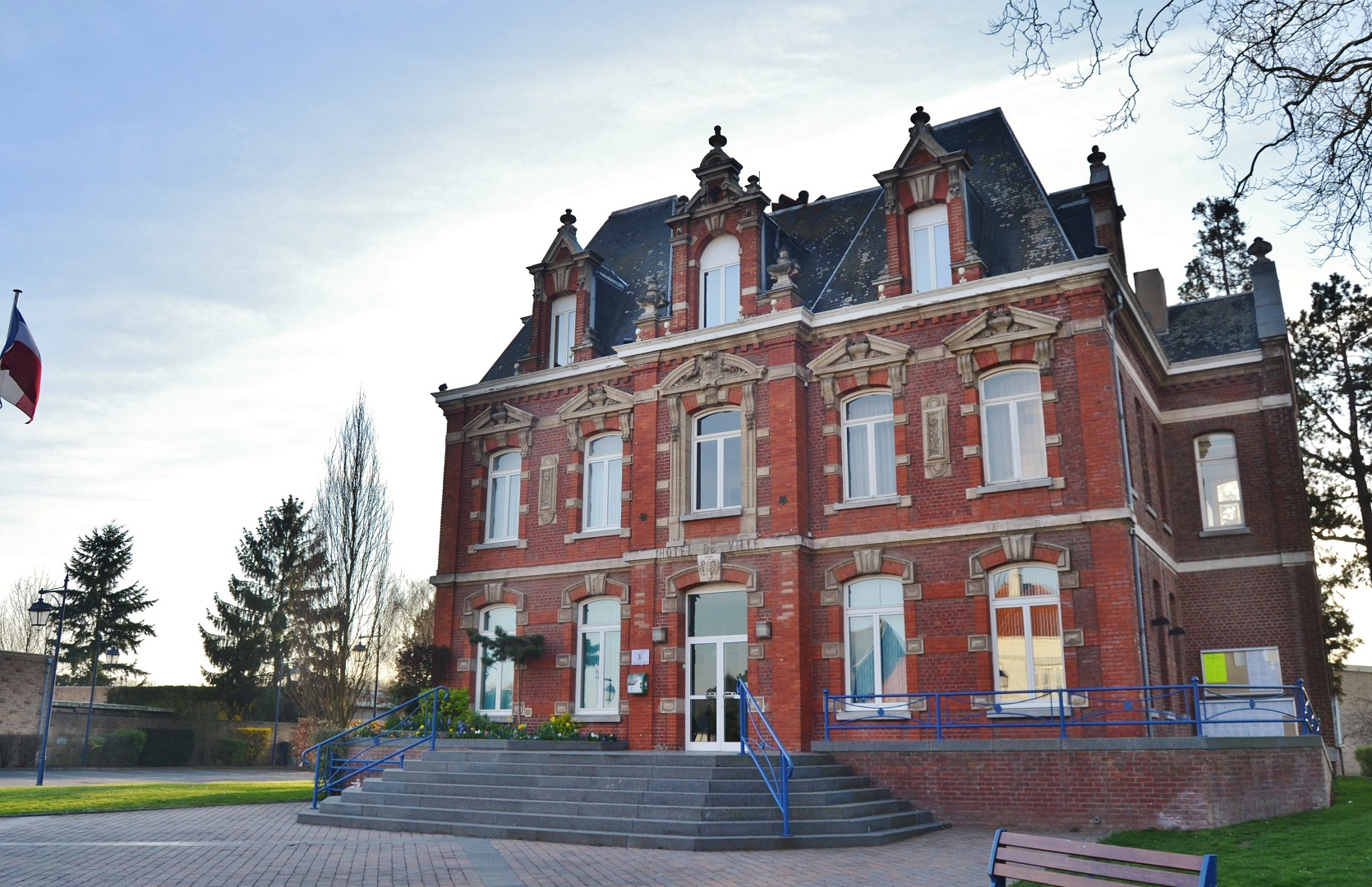
Здание мэрии
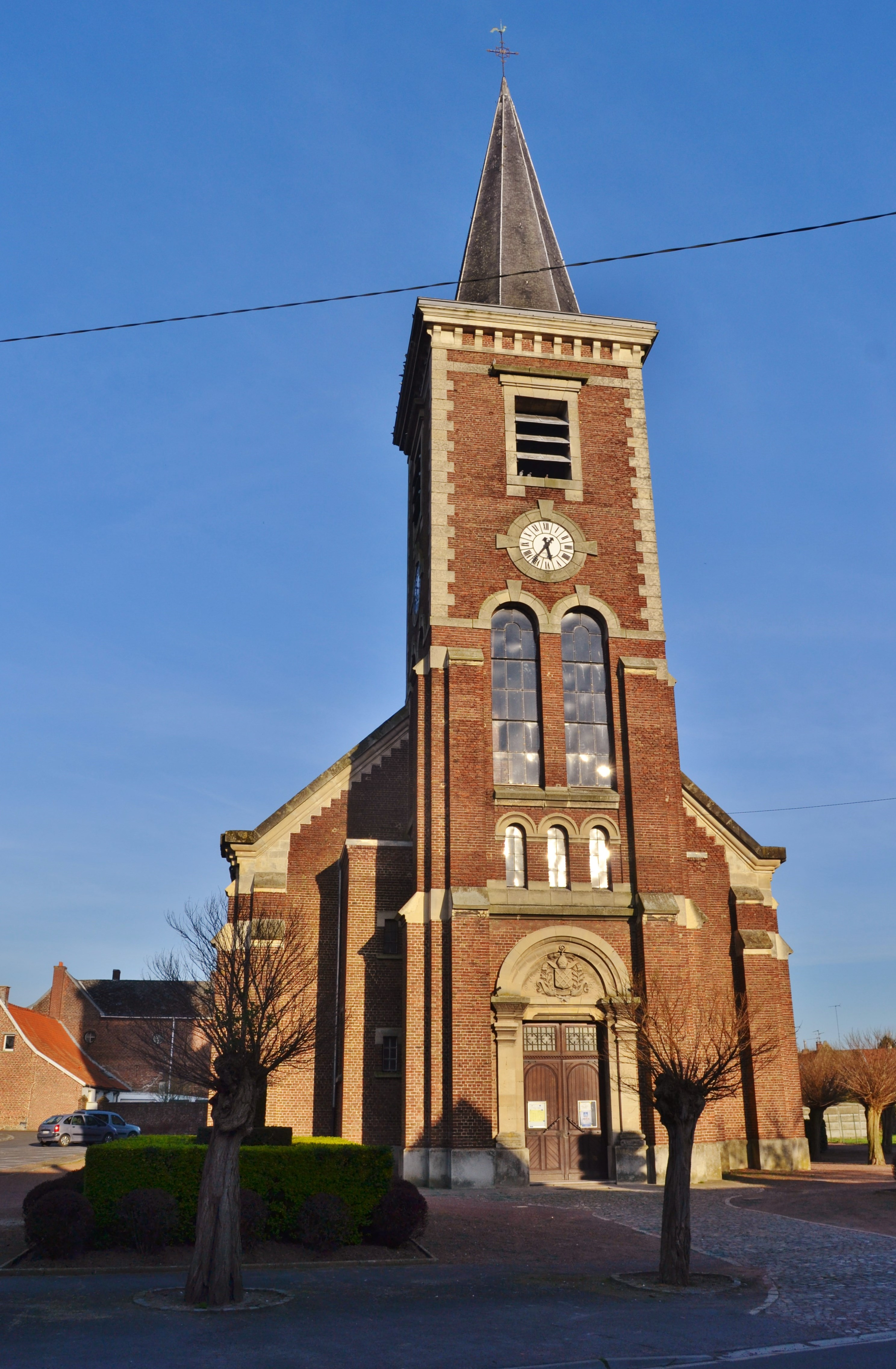
Церковь Святого Мартина

1. 1 2  база данных о французских коммунах — Национальный географический институт Франции, 2015.